# Twents-Graafschaps

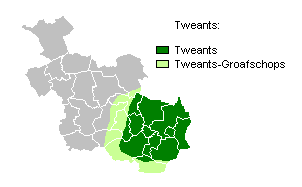
In lichtgroen het Twents-Graafschaps taalgebied in Overijssel; in donkergroen het gebied waar Twents wordt gesproken

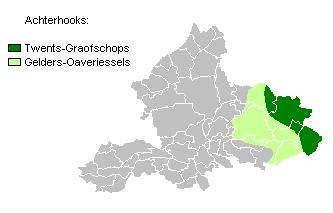
In donkergroen het Twents-Graafschaps taalgebied in Gelderland; in lichtgroen het gebied waar Gelders-Overijssels wordt gesproken

Het Twents-Graafschaps is een Nedersaksisch dialect dat in de oostelijke delen van de Nederlandse provincies Overijssel en Gelderland wordt gesproken. Het wordt zowel tot het Twents gerekend als tot het Achterhoeks, met de provinciegrens als taalgrens. Nochtans is het eigenlijk één dialect.
De taalgrens tussen het oostelijke Twents en het Twents-Graafschaps vormt tevens de scheiding tussen de neet-nich-gebieden. Zo wordt nich in het oostelijke Twents gebruikt voor het Nederlandse woord niet, terwijl dit neet is in het Twents-Graafschaps.